# Pierre André de Suffren

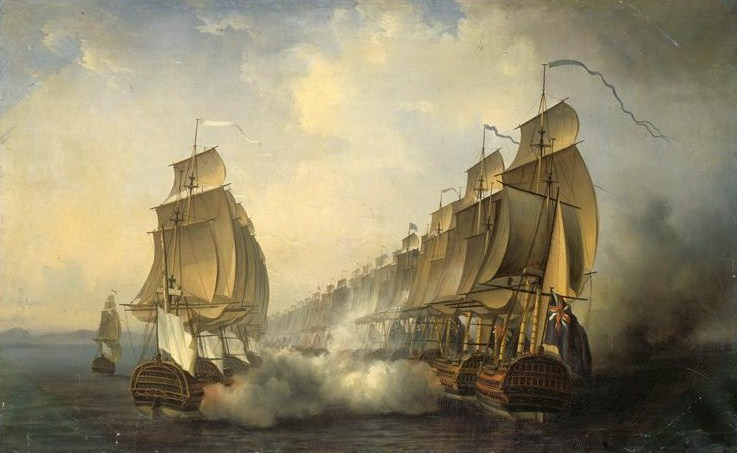
Bitwa pod Cuddalore, 20 czerwca 1783.

Pierre André de Suffren, markiz de Saint Tropez (ur. 10 lipca 1729 w Château de Saint-Cannat, blisko Aix-en-Provence, ówczesnej stolicy Prowansji, zm. 8 grudnia 1788 w Paryżu) – francuski admirał.

## Życiorys
Urodzony w rodzinie francuskiej prowincjonalnej (a konkretnie prowansalskiej) szlachty, od 14 roku życia służył w marynarce. Brał udział w bitwie pod Tulonem w roku 1744 oraz w drugiej bitwie koło przylądka Finisterre w 1747, gdzie dostał się do brytyjskiej niewoli. Wojna siedmioletnia zakończyła się dla Suffrena już w roku 1759, gdy angielski admirał Boscawen nie bacząc na to, że eskadra w której Suffren służył jako porucznik, znajdowała się na wodach terytorialnych Portugalii, zaatakował ją i zniszczył w bitwie pod Lagos, tak że Suffren po raz kolejny został brytyjskim jeńcem. 
W wojnie o niepodległość Stanów Zjednoczonych Suffren początkowo służył (już jako kapitan) pod dowództwem admirała d’Estainga na wodach amerykańskich, m.in. w bitwie koło Grenady. Jego dowódca wystawił mu znakomitą opinię – „wola i talenty tego znakomitego oficera czynią możliwym to czego zechce: najtrudniejsze i najbardziej skomplikowane zadanie przestaje niepokoić, gdy znajdzie się w jego rękach”, i to głównie dzięki niej Suffren w roku 1781 został mianowany komandorem i otrzymał dowództwo eskadry mającej udać się do Indii, przede wszystkim w celu zapobieżenia zaborowi posiadłości holenderskich sojuszników Francji przez Brytyjczyków. 16 kwietnia 1781 roku, na wzór Boscawena, lekceważąc neutralność portugalskich Wysp Zielonego Przylądka, Suffren wdarł się do portu Porto Praia i zaatakował brytyjską eskadrę, która była w drodze do holenderskich ziem w Indiach. Suffren, którego flagowy liniowiec wsparło tylko dwóch z czterech pozostałych kapitanów, nie osiągnął zdecydowanego zwycięstwa. Ponieważ, w przeciwieństwie do przeciwnika, nie tracił czasu na postoje w celu naprawy uszkodzonych jednostek, zjawił się w Kapsztadzie przed Brytyjczykami, zaopatrując miasto w wojsko i żywność i tym samym zapobiegając jego zdobyciu.

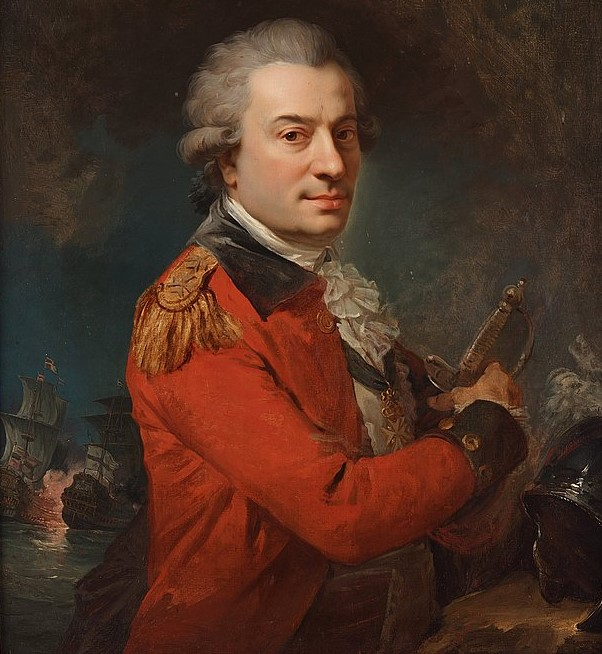
Suffren w mundurze Suwerennego Zakonu Wojskowego Malty.

Na wodach indyjskich Suffren dzięki swojej nowatorskiej taktyce, zrywającej z zasadami szyku liniowego („parada ślimaków”, jak to kiedyś miał określić) oraz niespotykanej zaciętości w walce pokonał lub uzyskał przewagę nad Brytyjczykami w pięciu kolejnych bitwach morskich (pod Sadras, Providien, Negapatam, Trincomalee i Cuddalore), chociaż z powodu kunktatorstwa lub wręcz tchórzostwa części francuskich kapitanów żadne z tych zwycięstw nie miało charakteru rozstrzygającego. Miały one jednak wymiar strategiczny, spowodowały bowiem, że flota brytyjska nie zdobyła panowania na wodach indyjskich, co uniemożliwiło rozwinięcie ofensywy lądowej przeciwko indyjskim posiadłościom Francji i jej sojuszników na oczekiwaną przez Londyn skalę, a nawet zmusiło go do wysłania części sił do Indii zamiast do Ameryki.
Po powrocie do Francji Suffren został powitany wręcz entuzjastycznie – nawet pokonani przez niego Brytyjczycy oddawali mu wojskowe honory, a król Ludwik XVI specjalnie dla niego utworzył w marynarce czwarty etat admiralski. Uparty, nietowarzyski i bezustannie skłonny do krytyki Suffren nie pasował jednak do królewskiego dworu. Zmarł w roku 1788 na udar mózgu spowodowany tuszą, chociaż kilka lat po jego śmierci pojawiły się także plotki o otruciu go przez arystokratę, któremu w niewybrednych słowach miał odmówić spełnienia prośby o użycie swoich wpływów dla przywrócenia synów arystokraty, zdymisjonowanych za złe zachowanie, na poprzednie stanowiska we flocie.
Suffren był jednym z niewielu francuskich admirałów, którzy wygrali nie tylko pojedynczą bitwę, ale całą kampanię, i jedynym który dokonał tego przeciwko flocie brytyjskiej. To oraz jego niezwykłe taktyczne pomysły, a także odwaga i umiejętność dowodzenia na polu bitwy sprawiły, że przez wielu jest uważany za największego francuskiego admirała wszech czasów.